# تيتمونينغ
تيتمونينغ (بالألمانية: Tittmoning) هي بلدة ألمانية تقع في ألمانيا في تراونشتاين. يقدر عدد سكانها بـ 6,151 نسمة .